# Elin Nilsson (politiker)
För författaren, se Elin Nilsson.
Elin Anneli Nilsson, född den 22 februari 1992, är en före detta moderat kommunalpolitiker från Sundsvall. I början av maj 2017 meddelade Nilsson att hon lämnade alla sina politiska uppdrag. Dessförinnan var hon oppositionsledare i barn- och utbildningsnämnden i Sundsvalls kommun samt ledamot av kommunstyrelsen och kommunfullmäktige. Hon har varit ersättare i landstingsfullmäktige. I valet 2014 ställde hon även upp i riksdagsvalet, men fick ingen plats i riksdagen.
Efter att lokala partiföreträdare anklagat henne för medlemsfusk i Moderata Ungdomsförbundet (MUF), avgick hon från samtliga politiska uppdrag. Nilsson själv menade att det inte handlade om försök till att fuska sig till en plats högre upp på valsedeln till riksdagen. Sveriges Radio och flera andra medier rapporterade dock om händelsen som medlemsfusk.
Nilsson har skrivit ett större antal insändare och debattartiklar. Hon beskrevs av Sundsvalls Tidning som "en av Sundsvalls mest profilerade politiker".
Hösten 2015 deltog Nilsson i dokusåpan Big Brother, och blev utröstad 2 veckor efter säsongsstart.
Sedan mars 2018 skriver Nilsson för Dagens Opinion och har även en kolumn varje vecka i det tillhörande magasinet Veckans Brief, där hon skriver kring politisk kommunikation och digitala trender. Hon har startat Nonparty Agency, en byrå dit kvinnor från alla partier kan vända sig för rådgivning och utveckling av strategier för sitt politiska profilskap.
Elin Nilsson finns registrerad på två adresser, men är folkbokförd i Stockholm.